# Gnathoenia zonifera
Gnathoenia zonifera là một loài bọ cánh cứng trong họ Cerambycidae.